# Salon aéronautique de Singapour

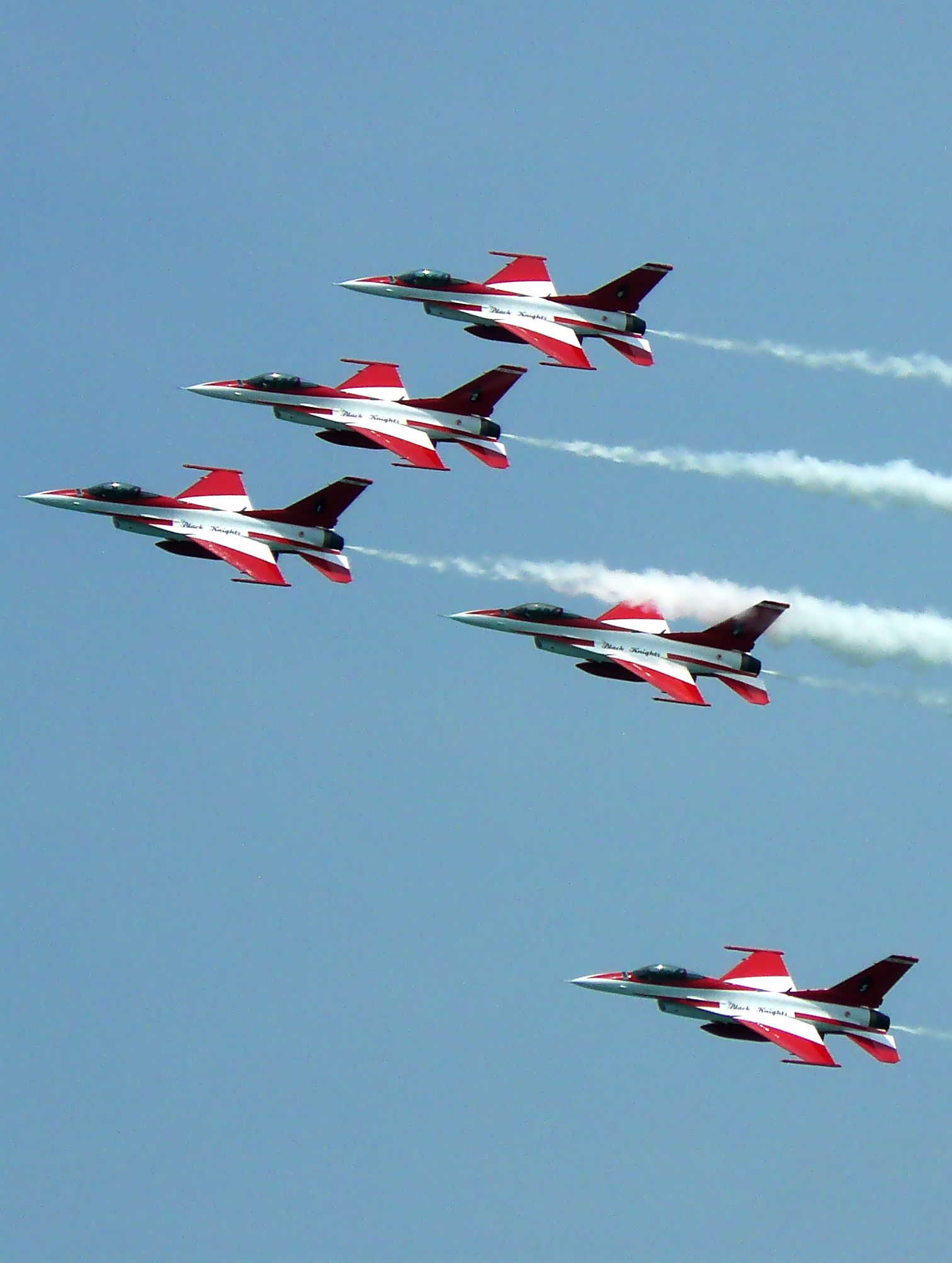
Les « Chevaliers noirs », patrouille acrobatique de la force aérienne de Singapour lors de l’édition inaugurale du salon aéronautique de Singapour (2008).

Le salon aéronautique de Singapour (connu en anglais sous le nom de Singapore Airshow et précédemment Changi International Airshow) est un événement aéronautique bisannuel se tenant à Singapour depuis 2008. L’événement a été lancé conjointement par l’autorité de l’aviation civile de Singapour et l’agence des Sciences et Technologies de la défense après le déménagement du salon Asian Aerospace de Singapour à Hong Kong.
L’événement se tient près de la base aérienne de Changi, elle-même sise à côté de l’aéroport Changi de Singapour.

## Édition 2016
Lors de cette édition, les nouvelles technologies ont été mises à l'honneur comme l'impression 3D ou encore les robots d'inspection : drones ou robots mobiles comme Air-Cobot présenté sur le stand d'Airbus Group.

## Édition 2014
En 2014, il a eu lieu du 11 au 16 février.